# Підводні човни типу «Свіфтшюр»
| ПЧА типу «Свіфтшюр»        | ПЧА типу «Свіфтшюр»                                                                    | ПЧА типу «Свіфтшюр»                                                                    |
| -------------------------- | -------------------------------------------------------------------------------------- | -------------------------------------------------------------------------------------- |
| Swiftsure class            |                                                                                        |                                                                                        |
|                            |                                                                                        |                                                                                        |
|                            |                                                                                        |                                                                                        |
| Під прапором               | Велика Британія                                                                        | Велика Британія                                                                        |
| Спуск на воду              | 1969—1981 рр (6 човнів)                                                                | 1969—1981 рр (6 човнів)                                                                |
| Виведений зі складу флоту  | 1992—2010 рр                                                                           | 1992—2010 рр                                                                           |
| Проєкт                     |                                                                                        |                                                                                        |
| Тип ПЧ                     | Підводні човни атомні багатоцільові (ПЧА)                                              | Підводні човни атомні багатоцільові (ПЧА)                                              |
| Розробник проєкту          | Vickers Shipbuilding and Engineering (VSEL)                                            | Vickers Shipbuilding and Engineering (VSEL)                                            |
| Класифікація НАТО          | SSN Swifsure                                                                           | SSN Swifsure                                                                           |
| Основні характеристики     |                                                                                        |                                                                                        |
| Швидкість (надводна)       | 20 вузлів (37 км/год)                                                                  | 20 вузлів (37 км/год)                                                                  |
| Швидкість (підводна)       | 30 вузлів (57 км/год)                                                                  | 30 вузлів (57 км/год)                                                                  |
| Робоча глибина занурення   | 210 м                                                                                  | 210 м                                                                                  |
| Гранична глибина занурення | 300 м                                                                                  | 300 м                                                                                  |
| Автономність плавання      | обмежена лише запасами їжі                                                             | обмежена лише запасами їжі                                                             |
| Екіпаж                     | 116 осіб (13 офіцерів)                                                                 | 116 осіб (13 офіцерів)                                                                 |
| Розміри                    |                                                                                        |                                                                                        |
| Довжина найбільша (по КВЛ) | 82,9 м                                                                                 | 82,9 м                                                                                 |
| Ширина корпусу найб.       | 9,8 м                                                                                  | 9,8 м                                                                                  |
| Середня осадка (по КВЛ)    | 8,5 м                                                                                  | 8,5 м                                                                                  |
| Водотоннажність надводна   | 4000 -4400 т.                                                                          | 4000 -4400 т.                                                                          |
| Озброєння                  |                                                                                        |                                                                                        |
| Торпедно- мінне озброєння  | Носові: 5 ТА калібру 533-мм типу «Tigerfish» (20 торпед Mk8, Mk24 або 64 міни Mk5, Mk6 | Носові: 5 ТА калібру 533-мм типу «Tigerfish» (20 торпед Mk8, Mk24 або 64 міни Mk5, Mk6 |
| Ракетне озброєння          | 6 крилатих ракет UGM-84B «Саб Гарпун»                                                  | 6 крилатих ракет UGM-84B «Саб Гарпун»                                                  |
| Зображення на Вікісховищі  |                                                                                        |                                                                                        |

«Свіфтшюр» (англ. Swiftsure-class) — тип ПЧА багатоцільового ВМС Великої Британії. Було побудовано і передано флоту човни. Був продовженням розвитку типу «Веліант» і типу «Черчилль», але відрізнялися від них істотно переробленою конструкцією корпусу. З 1969 по 1981 рік на верфях фірми Vickers Shipbuilding and Engineering було побудовано 6 підводних човнів типу «Свіфтшюр».

## Інциденти
- Наприкінці 1981 року у водах Арктики «Скептр» зіткнувся з невідомим радянським підводним човном, втративши акустичний контакт з ним за півгодини до зіткнення[1].

- 26 травня 2008 рік а в Червоному морі відбулося зіткнення «Сюперб» зі скелями, ніхто з 112 членів екіпажа не постраждав. Було пошкоджено оснащення сонара . На момент зіткнення термін служби підводного човна склав близько 32 років.[2]

## Сучасний статус
У  1990-х — початку  2000-х років усі човни, котрі залишилися на флоті, цього типу пройшли ряд модернізацій, однак у зв'язку з виробленням ресурсу і заміною більш сучасними типами «Трафальгар» і «Астьют», в 2000-і роки вони стали поступово зніматися з озброєння.
Станом на початок 2011 року, на флоті не залишилося човнів цього типу.

## Представники
| Назва      | Завод. № | Завод                                    | Закладений        | Спущений на воду  | Переданий флоту   | Виведений з флоту |
| ---------- | -------- | ---------------------------------------- | ----------------- | ----------------- | ----------------- | ----------------- |
| «Свіфтшюр» | S 126    | Vickers Shipbuilding and Engineering Ltd | 6 червня 1969     | 7 вересня 1971    | 17 квітня 1973    | 1992              |
| «Соверін»  | S 108    | Vickers Shipbuilding and Engineering Ltd | 18 вересня 1970   | 17 лютого 1973    | 11 липня 1974     | 2006              |
| «Сюперб»   | S 109    | Vickers Shipbuilding and Engineering Ltd | 16 березня 1973   | 30 листопада 1974 | 13 листопада 1976 | 2008              |
| «Скептр»   | S 104    | Vickers Shipbuilding and Engineering Ltd | 19 лютого 1974    | 20 листопада 1976 | 14 лютого 1978    | 2010              |
| «Спертен»  | S 111    | Vickers Shipbuilding and Engineering Ltd | 26 квітня 1976    | 7 квітня 1978     | 22 вересня 1979   | 2006              |
| «Сплендід» | S 112    | Vickers Shipbuilding and Engineering Ltd | 23 листопада 1977 | 5 жовтня 1979     | 21 березня 1981   | 2004              |